# Higgsmekanismen
Higgsmekanismen eller Brout-Englert-Higgsmekanismen är en (av Robert Brout, François Englert och Peter Higgs) föreslagen teori för att förklara varför elementarpartiklar har massa. Higgsmekanismen förklaras genom ett universellt fält som växelverkar med all materia. Den kraftbärande partikeln, bosonen, kallas här higgsboson. Från CERN rapporterades den 4 juli 2012 att belägg för partikelns existens nu hade konstaterats med tillräcklig grad av sannolikhet.

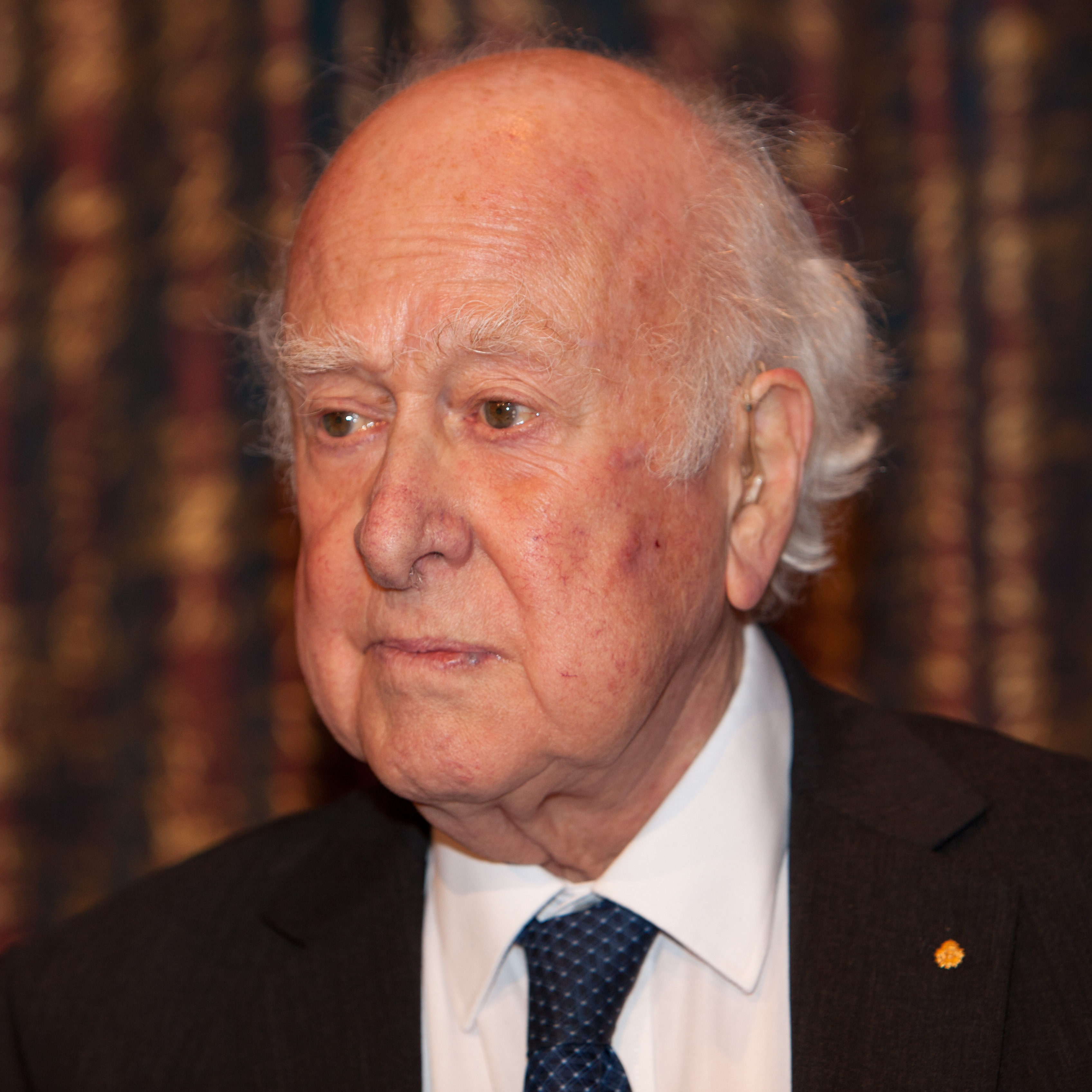
Nobelprisvinnare Peter Higgs i Stockholm, december 2013

## Mekanism
Att elementarpartiklar får massa genom växelverkan med Higgsfältet kan liknas vid att fältet utsätter partiklarna för friktion. Higgsfältet genomsyrar vakuum. Ett vakuum som rubbas ger upphov till en vågrörelse hos Higgsfältet och "vågtopparna" är det som kallas för Higgspartikeln eller Higgsbosonen. Den skalära Higgsbosonen förmedlar växelverkan mellan Higgsfältet och elementarpartiklar, som utgörs av kvarkar, leptoner och bosoner. Att olika partiklar har olika massa har populärt beskrivits som djup snö, där vissa partiklar vadar i motstånd, medan andra kan glida ovanpå.

## Experimentella efterforskningar
Höga förväntningar på den kostnadskrävande utbyggnaden av LEP i CERN till LHC har ställts och infriades 2012 om att kunna påvisa existensen av higgsbosonen. I väntan på ytterligare bekräftande experimentella data är dock själva higgsmekanismen fortfarande en hypotes.